# Jean-Claude et Angélique Nachon
Pour les articles homonymes, voir Nachon.
Angélique Nachon et Jean-Claude Nachon forment un couple de compositeurs symphonistes français : Opera, ballets, théâtre, films de prestige, variété et autres. Ils œuvrent sous la même signature depuis 1980.

## Biographie
Angélique est née à Ajaccio.
Élève privilégiée de Jean-Claude, elle est compositrice et mélodiste, poétesse et auteure, elle écrit en plusieurs langues de nombreuses chansons, par exemple en 1985 pour la japonaise Megumi Satsu un titre au succès international : Give bach my soul et souvent à la demande de ses metteurs-en-scène : Traiciòn pour le film de Patrice Leconte, Tassouma Mousso traduite en bambara pour Patrice Leconte, Lagrima Blù de Joël Santoni, Ali Baba et reprise de Lagrima Blù pour Sergio Castellitto, plusieurs chansons en anglais pour Yves Boisset, 12 morceaux chantés par le Chœur de Prague pour Le petit Marguery de Laurent Bénégui, chanson en arabe pour Jacques Renard, Arias en Latin pour la Comédie Française, le Théâtre de Gildas Bourdet et autres.
Ils ont composé ensemble de très nombreuses musiques de répertoire classique et de films :
Robert et Robert de Claude Lelouch, Un Jour Bernadette de Marcel Carné, Passage secret de Laurent Perrin, L'Immorale de Claude Mulot, tous les films d'Arthur Joffé après Harem, Au petit Marguery de Laurent Bénégui, Pearl Oder Pica de Pol Cruchten etc.. Ils ont aussi composé pour des films de télévision comme : Affaire Seznec, Salengro, Jean Moulin, le pantalon de Boisset, Affaire Dominici de Pierre Boutron, etc. En 1991, ils composent la musique de scène pour Le Malade imaginaire, commande de La Comédie Française.
De grands feuilletons : Sud lointain de Thierry Chabert, Les déracinés de Jacques Renard, Dans un grand vent de fleurs de Gérard Vergez, La Maison des enfants de Aline Isserman, La nouvelle Maud, Trois femmes un soir d'été, Les liens du sang de Régis Musset, Disparus de Thierry Binisti, et autres, ainsi des films de collection tels que Le Commissaire Laviolette avec Victor Lanoux ou La reine morte de Pierre Boutron.
Ils ont remporté de nombreux prix de musique de films dont une récompense pour L'Affaire Salengro d'Yves Boisset.

## Filmographie

### Cinéma
- 1978 : Robert et Robert de Claude Lelouch
- 1980 : L'Immorale de Claude Mulot
- 1980 : Les Nouveaux Romantiques de Mohamed Benayat
- 1981 : La Femme objet de Frédéric Lansac
- 1984 : Clash de Raphaël Delpard
- 1985 : Passage secret de Laurent Perrin
- 1990 : Alberto Express d'Arthur Joffé
- 1991 : 25 décembre 58, 10h36 (court-métrage)
- 1993 : La Joie de vivre de Roger Guillot
- 1993 : Tango de Patrice Leconte
- 1995 : Les Grands Ducs de Patrice Leconte
- 1995 : Au Petit Marguery de Laurent Bénégui
- 1998 : Que la lumière soit ! d'Arthur Joffé
- 1999 : Libero Burro de Sergio Castellitto
- 2004 : Ne quittez pas ! d'Arthur Joffé
- 2006 : Pearl Oder pica de Paul Crutchen
- 2012 : Chou sar ? de De Gaulle Eid
- 2015 : Terra di i Turmenti de De Gaulle Eid

### Télévision
Sauf indication contraire, les informations mentionnées dans cette section peuvent être confirmées par la base de données cinématographiques IMDb,  présente dans la section « Liens externes ».
- 1993 : L'Affaire Seznec d'Yves Boisset
- 1993 - 1996 : Une famille formidable (saisons 2 et 3)
- 1995 : Le Voyage de Pénélope
- 1996 : Dans un grand vent de fleurs
- 1998 : Famille de cœur
- 1999 : La Bascule à deux
- 2002 : Jean Moulin (téléfilm)
- 2002 : La Maison des enfants d'Aline Isserman (3 films)
- 2003 : Désiré Landru de Pierre Boutron
- 2003 : Robinson Crusoé de Thierry Chabert
- 2004 : Ma meilleure amie d'Élisabeth Rappeneau
- 2004 : Le Silence de la mer (téléfilm)
- 2005 : Les Courriers de la mort de Philomène Esposito
- 2005 : Trois femmes… un soir d'été
- 2009 : La Reine morte
- 2007 : Les Liens du sang
- 2010 : Double Enquête
- 2010 : La Nouvelle Maud (série)
- 2012 : L'Innocent de Pierre Boutron
- 2014 : Disparus (téléfilm)

## Distinctions
- 2009 : FIPA d'or pour L'Affaire Salengro d'Yves Boisset[1].
- 1994 : Meilleure musique du téléfilm l'Affaire Seznec d'Yves Boisset (7 d'or).
- 2007 : FIPA pour Jean Moulin d'Yves Boisset.
- 2004 : Meilleure musique pour Le Silence de la mer de Pierre Boutron[2].
- 2009 : Récompense pour L'Affaire Salengro d'Yves Boisset.
- 2014 : Meilleure musique pour le téléfilm Disparus de Thierry Binisti[3].